# Nabis (Künstler)

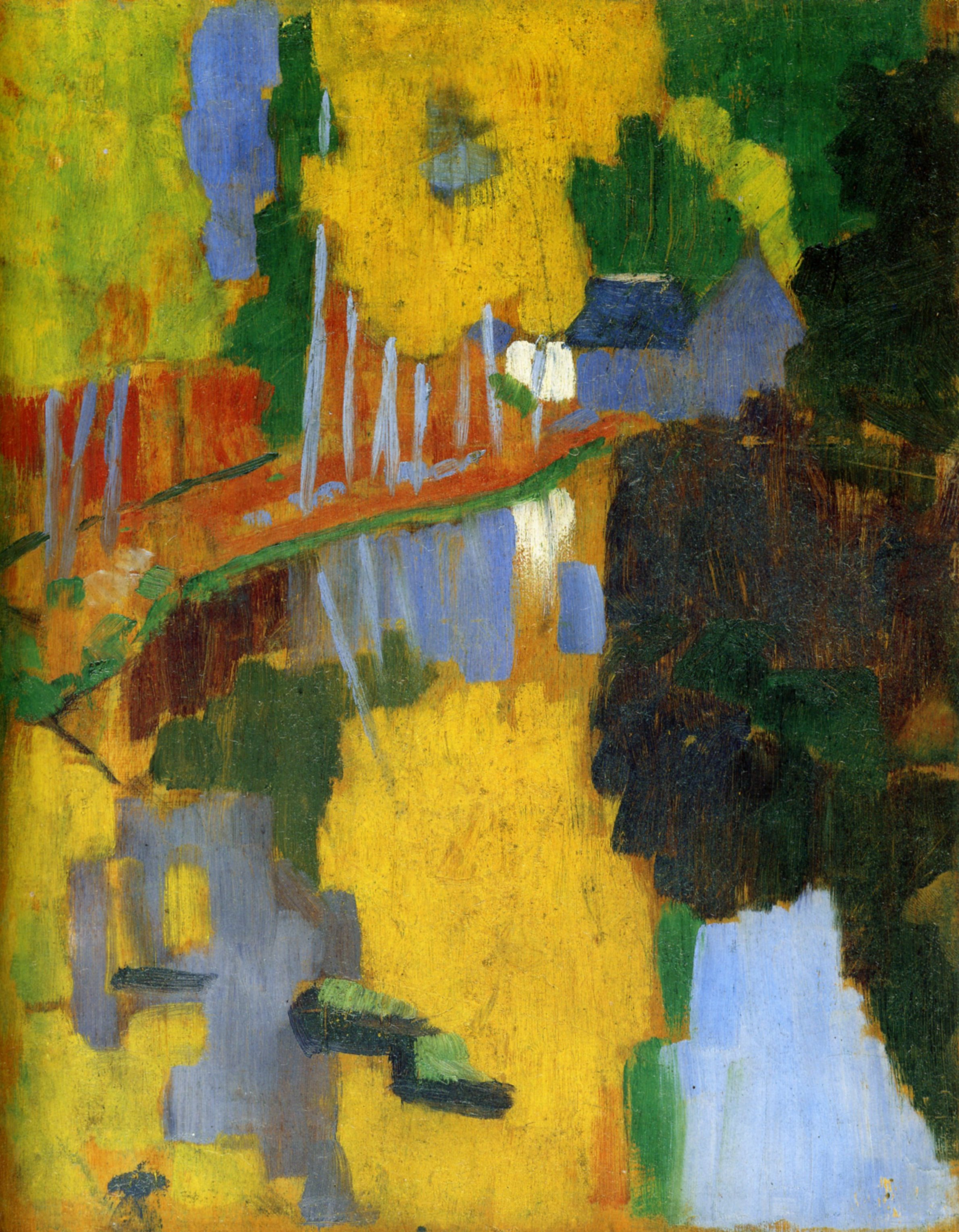
Paul Sérusier, Der Talisman (Le Talisman, l'Aven au Bois d'Amour), 1888, Musée d’Orsay.

Die Künstlergruppe Nabis wurde in den Jahren 1888/1889 von einer rebellischen Gruppe junger Kunststudenten der Académie Julian in Paris gegründet und bestand bis 1905. Ihr Vorsteher, Paul Sérusier, gehörte dem Kreis um Paul Gauguin an und entstammte der Schule von Pont-Aven. Die Künstlergruppe wird dem Post-Impressionismus zugerechnet.

## Geschichte
Der Name Nabi leitet sich von dem hebräischen Wort für Prophet ab, den Begriff prägte Henri Cazalis. Die Mitglieder der Gruppe wurden durch ihre neuartigen Bildkompositionen und die Vielfalt ihrer verwendeten Medien bekannt. Neben Malerei und Bildhauerei arbeiteten sie auch mit Drucktechniken, Posterdesign, Buchillustrationen, Textilien, Möbeln und Bühnenbildern. Ferner waren sie als Illustratoren auf dem Gebiet der grafischen Kunst einflussreich. Einige der Nabis wurden vom japanischen Farbholzschnitt angeregt.
Ähnlich wie im zeitgenössischen Art nouveau legten einige der Nabis die Betonung auf das Design. Beide Gruppierungen waren durch einige ihrer Vertreter auch mit dem Symbolismus verbunden. Ihre künstlerischen Ziele publizierte die Künstlergruppe vor allem in der Zeitschrift La Revue blanche.

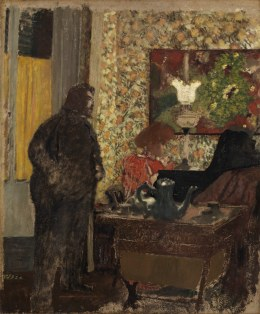
Édouard Vuillard, Interieur mit Misia Natanson am Klavier, 1897/98

## Wichtige Mitglieder
- Mogens Ballin (1871–1914), Maler
- Pierre Bonnard (1867–1947), Maler
- Maurice Denis (1870–1943), Maler
- Henri-Gabriel Ibels (1867–1936), Maler und Illustrator
- Georges Lacombe (1868–1916), Maler und  Bildhauer
- Aristide Maillol (1861–1944), Bildhauer
- James Pitcairn-Knowles (1863–1954), Maler
- Paul Ranson (1864–1909), Maler
- József Rippl-Rónai (1861–1927), Maler
- Ker-Xavier Roussel (1867–1944), Maler
- Paul Sérusier (1864–1927), Maler
- Félix Vallotton (1865–1925), Maler
- Jan Verkade (1868–1946), Maler
- Édouard Vuillard (1868–1940), Maler

## Ausstellungen
- 2013: Paris Intense. Die Nabis - Von Bonnard bis Valloton. Neue Pinakothek, München; Katalog.
- 2019: Les nabis et le décor, Musee du Luxembourg, Paris[2]
- 2022: «Vivre notre temps!» Bonnard, Vallotton und die Nabis. Kunstmuseum Bern[3]
- 2024: Wiedereröffnung Villa Flora, Winterthur[4]